# Wilhelm August Hoyer
Wilhelm August Hoyer (* 31. März 1890 in Hannover; † 1948 in Tranøy in Norwegen) war ein deutscher Biologe und Arzt.

## Leben
Wilhelm August Hoyer war der Sohn des Baurats Wilhelm Hoyer, Professor für Geologie und Paläontologie an der Technischen Hochschule Hannover. Er studierte an der Universität Lausanne, der Ludwig-Maximilians-Universität München und der Christian-Albrechts-Universität zu Kiel Medizin und Naturwissenschaften. 1913 wurde er im Corps Holsatia recipiert. Schließlich wechselte er an die Georg-August-Universität Göttingen, die ihn 1917, mitten im Ersten Weltkrieg, zum Dr. phil. promovierte. Noch zur Zeit des Deutschen Kaiserreichs leistete Hoyer als Mitglied einer deutsch-norwegischen Beamtenfamilie seinen Militärdienst in Deutschland ab. 1919 wurde er in Göttingen zum Dr. med. promoviert. Nach dem Ersten Weltkrieg errichtete Hoyer ein Haus in Norwegen. Nachdem im Herbst 1930 im Bezirk der norwegischen Stadt Tranøy die Stelle eines Bezirksarztes neu eingerichtet worden war, übernahm Wilhelm August Hoyer diese Aufgaben, die er bis zu seinem Tod auch für die Gemeinde Dyrøy wahrnahm. Er lebte mit seiner Familie in Langhamn auf Dyrøy.

## Schriften
- Das öffentliche Gesundheitswesen in Norwegen (= Veröffentlichungen aus dem Gebiete der Medizinalverwaltung, Bd. 32, Heft 3) (= Der ganzen Sammlung Heft 288), Berlin: Verlagsbuchhandlung von R. Schoetz, 1930